# 21e Golden Globe Awards
De 21e Golden Globe Awards, waarbij prijzen werden uitgereikt in verschillende categorieën voor de beste Amerikaanse films van 1963, vond plaats op 11 maart 1964.

## Winnaars

### Film

#### Beste dramafilm
The Cardinal
- America, America
- Captain Newman, M.D.
- The Caretakers
- Cleopatra
- The Great Escape
- Hud
- Lilies of the Field

#### Beste komische of muzikale film
Tom Jones
- Irma la Douce
- Under the Yum Yum Tree
- Bye Bye Birdie
- It's a Mad, Mad, Mad, Mad World
- A Ticklish Affair

#### Beste acteur in een dramafilm
Sidney Poitier - Lilies of the Field
- Marlon Brando - The Ugly American
- Stathis Giallelis - America, America
- Rex Harrison - Cleopatra
- Steve McQueen - Love With the Proper Stranger
- Paul Newman - Hud
- Gregory Peck - Captain Newman, M.D.
- Tom Tryon - The Cardinal

#### Beste actrice in een dramafilm
Leslie Caron - The L-Shaped Room
- Polly Bergen - The Caretakers
- Geraldine Page - Toys in the Attic
- Rachel Roberts - This Sporting Life
- Romy Schneider - The Cardinal
- Alida Valli - The Paper Man
- Marina Vlady - The Conjugal Bed
- Natalie Wood - Love With the Proper Stranger

#### Beste acteur in een komische of muzikale film
Alberto Sordi - The Devil
- Albert Finney - Tom Jones
- James Garner - The Wheeler Dealers
- Cary Grant - Charade
- Jack Lemmon - Irma la Douce
- Jack Lemmon - Under the Yum Yum Tree
- Frank Sinatra - Come Blow Your Horn
- Terry-Thomas - The Mouse on the Moon
- Jonathan Winters - It's a Mad, Mad, Mad, Mad World

#### Beste actrice in een komische of muzikale film
Shirley MacLaine - Irma la Douce
- Ann-Margret - Bye Bye Birdie
- Doris Day - Move Over, Darling
- Audrey Hepburn - Charade
- Hayley Mills - Summer Magic
- Molly Picon - Come Blow Your Horn
- Jill St. John - Come Blow Your Horn
- Joanne Woodward - A New Kind of Love

#### Beste mannelijke bijrol
John Huston - The Cardinal
- Lee J. Cobb - Come Blow Your Horn
- Bobby Darin - Captain Newman, M.D.
- Melvyn Douglas - Hud
- Hugh Griffith - Tom Jones
- Paul Mann - America, America
- Roddy McDowall - Cleopatra
- Gregory Rozakis - America, America

#### Beste vrouwelijke bijrol
Margaret Rutherford - The V.I.P.s
- Diane Baker - The Prize
- Joan Greenwood - Tom Jones
- Wendy Hiller - Toys in the Attic
- Linda Marsh - America, America
- Patricia Neal - Hud
- Liselotte Pulver - A Global Affair
- Lilia Skala - Lilies of the Field

#### Beste regisseur
Elia Kazan - America, America
- Hall Bartlett - The Caretakers
- George Englund - The Ugly American
- Joseph L. Mankiewicz - Cleopatra
- Otto Preminger - The Cardinal
- Tony Richardson - Tom Jones
- Martin Ritt - Hud
- Robert Wise - The Haunting

### Televisie

#### Beste dramaserie
The Richard Boone Show
- Bonanza
- The Defenders
- The Eleventh Hour
- Rawhide

#### Beste komedieserie
The Dick Van Dyke Show
- The Beverly Hillbillies
- The Bob Hope Show
- The Jack Benny Show
- The Red Skelton Show

#### Beste variété
The Danny Kaye Show
- The Andy Williams Show
- The Garry Moore Show
- The Judy Garland Show
- The Tonight Show

#### Beste mannelijke televisie ster
Mickey Rooney - Mickey
- Richard Boone - The Richard Boone Show
- Jackie Gleason - Jackie Gleason and His American Scene Magazine
- Lorne Greene - Bonanza
- E. G. Marshall - The Defenders

#### Beste vrouwelijke televisie ster
Inger Stevens - The Farmer's Daughter
- Shirley Booth - Hazel
- Carolyn Jones - Burke's Law
- Dorothy Loudon - The Garry Moore Show
- Gloria Swanson - Burke's Law

### Cecil B. DeMille Award
Joseph E. Levine